# Lena Burke
Lena Burke, cuyo nombre real es Lena Pérez (La Habana, 18 de febrero de 1978) y también conocida como Lena, es una pianista, cantautora, intérprete y actriz cubana.

## Carrera

### Familia y primeros años
Lena es hija de la afamada cantante cubana Malena Burke, y nieta de Elena Burke “La Señora Sentimiento”.
Ha participado en los coros de numerosos artistas, desde Plácido Domingo a Jennifer López o Alejandro Sanz. Este último descubrió sus composiciones y apostó por la joven cubana.

### En solitario
En 2005, Lena estrena su carrera en solitario (Warner Music) con un álbum epónimo de 12 canciones, compuestas por ella misma, entre las que se incluye «Tu corazón», dueto con Sanz.

### La mala
En 2008, Lena obtiene el rol principal en la película biográfica La mala, dirigida por Pedro Pérez Rosado y Lilian Rosado González, y por la cual realiza la banda sonora que contiene 9 canciones de La Lupe.

### Álex, Jorge y Lena
En 2010, Lena en compañía del colombiano Jorge Villamizar y el español Álex Ubago conforman la agrupación temporal Alex, Jorge y Lena, que  alcanzaría un gran éxito ese mismo año tras lanzar en septiembre su primer álbum Álex, Jorge y Lena así mismo, presentando su primer sencillo «Estar contigo», el cual se convirtió en número 1 en Argentina y se encuentran en el TOP 10 en México. 
El proyecto de trabajar juntos sólo es paralelo a sus carreras en solitario. Culminada la gira cada artista grabó por separado.

### Jurado de Vive la Música
En 2019, Burke participó como jurado del concurso televisivo de canto Vive la música de Televisora Nacional en Panamá, conformando el panel junto a Paulette Thomas, Roberto Delgado y Rodney Clark (El Chombo).

## Discografía

### Lena(2005)
Todas las canciones escritas y compuestas por Lena. 
| N.º   | Título                            | Duración |  |
| 1.    | «Arrepentido»                     | 4:02     |  |
| 2.    | «Tu Corazón» (con Alejandro Sanz) | 4:55     |  |
| 3.    | «Que te Perdone Dios»             | 4:43     |  |
| 4.    | «Amanecerte la Vida»              | 4:02     |  |
| 5.    | «Viejos Tiempos»                  | 4:49     |  |
| 6.    | «Sígueme»                         | 3:23     |  |
| 7.    | «Que Sería de mí»                 | 4:11     |  |
| 8.    | «Puedo Jurarlo»                   | 4:38     |  |
| 9.    | «Ororeiya»                        | 4:29     |  |
| 10.   | «Ven y...»                        | 4:40     |  |
| 11.   | «Noche como Esta»                 | 4:31     |  |
| 12.   | «Eterna Pasajera»                 | 5:06     |  |
| 53:31 |                                   |          |  |

- Tiene 3 vídeos: "Tu Corazón", "Puedo Jurarlo" y "Que Sería de mi".

### La mala(2008)
| N.º   | Título                                                     | Escritor(es)                                       | Duración |  |
| 1.    | «La tirana» (feat. Julio Voltio)                           | Tite Curet Alonso                                  | 4:21     |  |
| 2.    | «Qué te pedí»                                              | Gabriel Luna de la Fuente / Fernando Mulen y López | 3:34     |  |
| 3.    | «Fever» (feat. Tito el Bambino)                            | Eddie Cooley & John Davenport (Otis Blackwell)     | 3:55     |  |
| 4.    | «Puro teatro»                                              | Tite Curet Alonso                                  | 3:07     |  |
| 5.    | «Con el diablo en el cuerpo» (feat. Yotuel de Orishas)     | Julio César Gutiérrez Cainas                       | 4:16     |  |
| 6.    | «Yo no lloro más»                                          | Myrta Silva                                        | 3:08     |  |
| 7.    | «Si vuelves tú» (Título original: "Si tu reviens un jour") | Raymond Mamoudy / Paul Mauriat                     | 3:10     |  |
| 8.    | «Porque así tenía que ser»                                 | Tite Curet Alonso                                  | 3:50     |  |
| 9.    | «Qué te pedí (Versión acústica)»                           | Gabriel Luna de la Fuente / Fernando Mulen y López | 2:30     |  |
| 10.   | «Qué puedo hacer»                                          | Lena                                               | 4:32     |  |
| 11.   | «Cosas de la vida»                                         | Lena                                               | 4:45     |  |
| 12.   | «Rumbon» (Basado en "Yo no lloro más")                     | Myrta Silva, Rey-Nerio y Lena                      | 3:09     |  |
| 44:19 |                                                            |                                                    |          |  |

- Constituye la banda sonora de la película La mala (2008).

### Alex, Jorge y Lena(2010)
| N.º   | Título                      | Duración |  |
| 1.    | «La canción del pescado»    | 3:44     |  |
| 2.    | «Mil maneras de querer»     | 3:38     |  |
| 3.    | «Estar contigo»             | 4:22     |  |
| 4.    | «¿Quién será?»              | 3:50     |  |
| 5.    | «Las cosas que me encantan» | 4:14     |  |
| 6.    | «Ya sabes como soy»         | 4:22     |  |
| 7.    | «Si ya no tengo tu corazón» | 4:09     |  |
| 8.    | «Versos de amor»            | 4:09     |  |
| 9.    | «A la vuelta de la esquina» | 3:30     |  |
| 10.   | «Huella»                    | 4:08     |  |
| 11.   | «Sobre el suelo mojado»     | 3:39     |  |
| 12.   | «Mas na' contigo»           | 3:14     |  |
| 46:59 |                             |          |  |

- Colaboración de Álex Ubago, Jorge Villamizar y Lena Burke.

### Sencillos
- "Tú Corazón (con Alejandro Sanz)" (2005) #1
- "Puedo Jurarlo" con Deynner Steinbeck(2005) #1
- "Que Sería de Mí" (2006) #1
- "Que Te Perdone Dios" (2006) #6
- "Sígueme" (2006) #10
- "Estar Contigo" (2010) #1
- "La canción del pescado" (2011)

### Videos musicales
- "Tu Corazón" (2005) #1
- "Puedo Jurarlo" (2005) #1
- "Que Sería de Mí" (2006) #1
- "Estar Contigo" (2010)
- "La canción del pescado" (2011)
- "Las Cosas Que Me Encantan" (2012)